# Conus venulatus
Espèce
Statut de conservation UICN

 LC  : Préoccupation mineure
Conus venulatus est une espèce de mollusques gastéropodes marins de la famille des Conidae.
Comme toutes les espèces du genre Conus, ces escargots sont prédateurs et venimeux. Ils sont capables de « piquer » les humains et doivent donc être manipulés avec précaution, voire pas du tout.

## Description
La taille de la coquille varie entre 27 mm et 55 mm. La couleur de la coquille varie de châtain clair à chocolat foncé, avec des lignes de rotation indistinctes plus foncées, irrégulièrement marbrée de blanc. La spire et la partie inférieure du verticille sont striées. 

## Distribution
Cette espèce est présente dans l'océan Atlantique au large des îles du Cap-Vert. 

### Niveau de risque d’extinction de l’espèce
Selon l'analyse de l'UICN réalisée en 2011 pour la définition du niveau de risque d'extinction, cette espèce est endémique aux îles du Cap-Vert, où on la trouve en de multiples endroits autour de Boavista, Sal et Santiago. Cette espèce est plus largement distribuée que de nombreux autres endémiques du Cap-Vert. Le tourisme balnéaire sur les îles étant appelé à se développer, cela pourrait exercer un stress supplémentaire sur les populations de cette espèce, mais le développement côtier ne semble pas avoir d'impact significatif sur la population à l'heure actuelle. Une surveillance future du développement est justifiée. L'espèce est actuellement classée dans la catégorie préoccupation mineure.

## Taxonomie

### Publication originale
L'espèce Conus venulatus a été décrite pour la première fois en 1792 par le conchyliologiste danois Christian Hee Hwass dans « Encyclopédie méthodique ou par ordre de matières Histoire naturelle des vers - volume 1 » écrite par le naturaliste français Jean-Guillaume Bruguière (1750-1798),.

### Synonymes
- Conus (Kalloconus) venulatus Hwass, 1792 · appellation alternative
- Conus nivifer G. B. Sowerby I, 1833 · non accepté
- Conus nivosus Lamarck, 1810 · non accepté
- Conus quaestor Lamarck, 1810 · non accepté
- Kalloconus (Trovaoconus) josefiadeiroi T. Cossignani & Fiadeiro, 2019 · non accepté
- Kalloconus (Trovaoconus) venulatus (Hwass, 1792) · non accepté
- Kalloconus josefiadeiroi T. Cossignani & Fiadeiro, 2019 · non accepté
- Kalloconus venulatus (Hwass, 1792) · non accepté
- Trovaoconus venulatus (Hwass, 1792) · non accepté